# Портрет Иосифа Карловича Соколовского
«Портрет Иосифа Карловича Соколовского» — картина Джорджа Доу и его мастерской из Военной галереи Зимнего дворца.
Картина представляет собой погрудный портрет генерал-майора Иосифа Карловича Соколовского из состава Военной галереи Зимнего дворца.
К началу Отечественной войны 1812 года полковник Соколовский был шефом Ярославского пехотного полка, находился в армии адмирала Чичагова и сражался против Наполеона в белорусских губерниях. Во время Заграничных походов 1813 и 1814 годов был во многих сражениях, за отличие под Бунцлау и на Кацбахе был произведён в генерал-майоры, при осаде Линдау командовал сводным отрядом российских и баденских войск.
Изображён в генеральском мундире, введённом для пехотных генералов 7 мая 1817 года. Слева на груди звезда ордена Св. Анны 1-й степени; на шее крест шведского Военного ордена Меча 3-й степени; справа на груди крест ордена Св. Георгия 4-го класса, ордена Св. Владимира 4-й степени с бантом и серебряная медаль «В память Отечественной войны 1812 года» на Андреевской ленте. С тыльной стороны картины надпись: Sokolofsky. Подпись на раме: I. К. Соколовскiй, Генералъ Маiоръ.
7 августа 1820 года Комитетом Главного штаба по аттестации Соколовский был включён в список «генералов, заслуживающих быть написанными в галерею» и 28 февраля 1823 года император Александр I приказал написать его портрет. В это время Соколовский был комендантом Казани; известно, что 4 ноября 1826 года художник получил присланный Соколовским портрет-прототип для копирования, а 4 июля 1827 года этот прототип был отправлен обратно в Казань. Гонорар Доу был выплачен 21 июня 1827 года. Готовый портрет был принят в Эрмитаж 8 июля 1827 года. Портрет-прототип современным исследователям неизвестен.